# Ỷ Lan

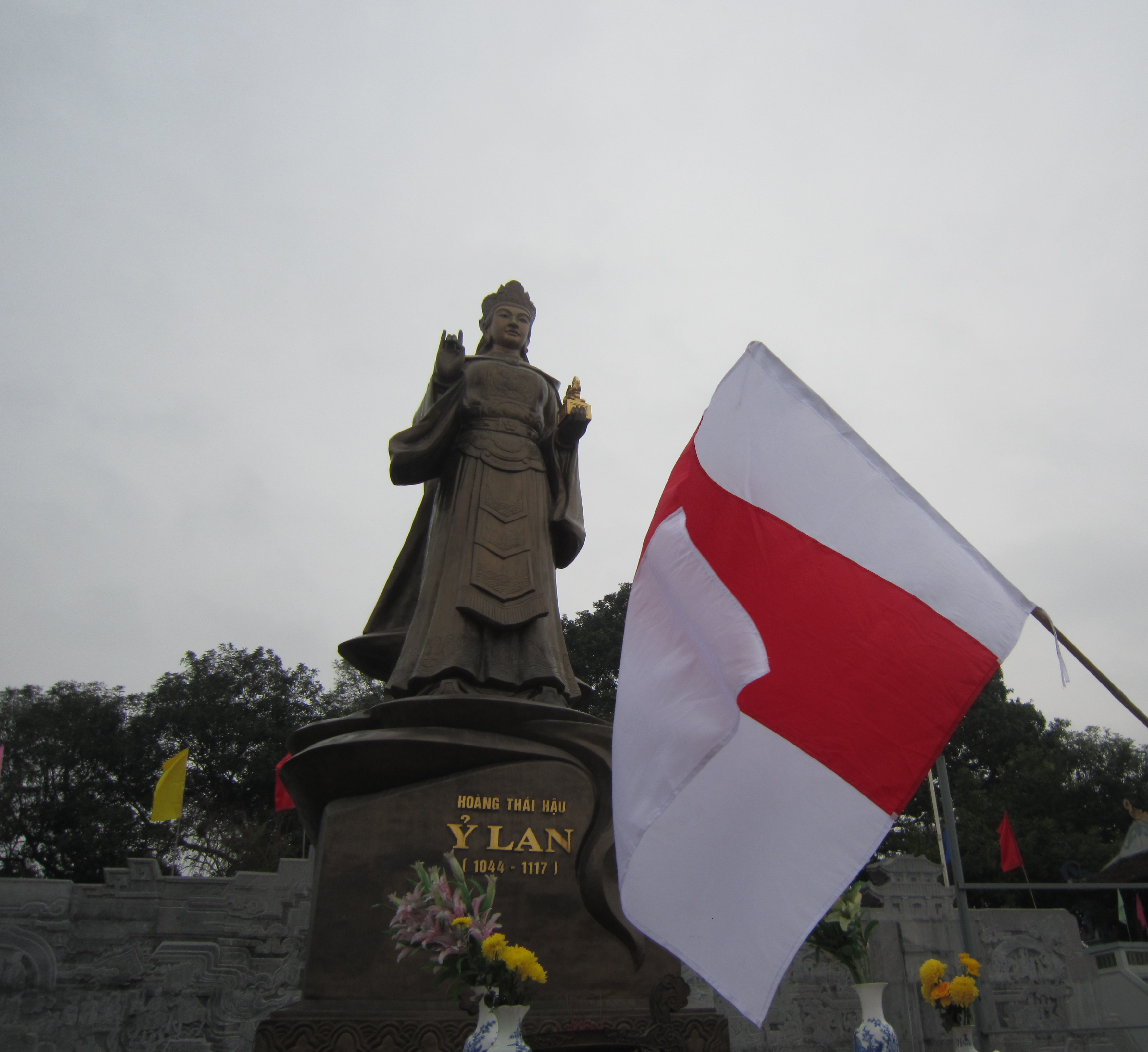

Ỷ Lan, död 1117, var en vietnamesisk kejsarinna och regent. Hon var gift med kejsar Ly Thanh Tong (r. 1054-1072) och mor till kejsar Ly Nhan Tong (r. 1072-1127). Hon var Vietnams regent under makens militärkampanj i Champa 1069, och under sin sons minderårighet och därefter fortsatt som hans medregent från 1072. Hon var en av få kvinnor som utövade någon formell politisk makt i Vietnams äldre historia. 